# احمد بن سعید آل مکتوم
احمد بن سعید آل مکتوم (عربی: أحمد بن سعید آل مکتوم) (زاده ۱۹۵۸) کارآفرین، بازرگان و مدیر ارشد اجرایی اماراتی است، که در حال حاضر به‌طور همزمان به‌عنوان رئیس هیئت مدیره شرکت‌های هواپیمایی امارات، دوبی ورلد و فلای‌دبی فعالیت می‌نماید.
وی فرزند هفتمین حاکم دوبی؛ سعید بن مکتوم آل مکتوم، برادر کوچکتر هشتمین حاکم امارت دبی؛ راشد بن سعید آل مکتوم و عموی حاکم فعلی دوبی؛ محمد بن راشد آل مکتوم و هم‌اکنون یکی از قدرتمندترین افراد در خانواده آل مکتوم بشمار می‌آید.